# Zlata Ohnevytj
Zlata Ohnevytj (ukrainska: Зла́та О́гневич, Zláta О́hnevytj, egentligen Інна Леонідівна Бордюг, Inna Leonidivna Bordjuh; krimtatariska: Zlata Ogneviç), född 12 januari 1986 i Murmansk, är en ukrainsk sångerska.

## Karriär
Ohnevytj föddes i den nordryska staden Murmansk i Ryska SFSR i dåvarande Sovjetunionen. Hennes far kom från södra Ukraina, och hon är uppväxt i staden Sudak på Krimhalvön.

### Eurovision Song Contest
År 2010 ställde Zlata Ohnevytj upp i den ukrainska uttagningen till musiktävlingen Eurovision Song Contest, men blev då inte vald att representera landet. Ohnevytj gjorde istället ett nytt försök att komma med i tävlingen året därpå, då hon tävlade med bidraget "The Kukushka". Hon tog sig vidare från sin kvartsfinal, och från den första semifinalen kvalificerade hon sig till finalen som hölls den 26 februari 2011. I finalen slutade Ohnevytj trea. Dock kom det senare fram att det troligen hade fuskats i finalen, vilket gjorde att en ny final skulle komma att hållas den 3 mars. På grund av skadeproblem drog sig tvåan, Jamala, ur final och det gjorde även senare Ohnevytj vilket gjorde att ingen ny final hölls.
Två år senare gjorde Zlata Ohnevytj ett tredje försök att bli Ukrainas representant i tävlingen, denna gång i uttagningen till Eurovision Song Contest 2013. Nu tävlade hon med bidraget "Gravity". I finalen som hölls i huvudstaden Kiev den 23 december 2012 lyckades hon ta hem segern och därmed bli landets representant.

## Junior Eurovision Song Contest 2013
Zlata är programledare för Junior Eurovision Song Contest 2013. Hon framförande låten Gravity som mellanakt i JESC 2013.